# Калліроя
Калліроя (грец. Καλλιρόη, Καλλῐρόη; лат. Callirhoe, Callirrhoe; походить від грецьких слів «Kallos» — краса та «Roi» — потік, що означає «красивий потік», «прекрасноплинна») — персонаж давньогрецької міфології, що пов'язаний з плином води та уособлює плинність у міфах різних країв Греції.
- Калліроя — океаніда, дочка Океану і Тетії[2]. Одна з подруг Персефони[3]. Калліроя, разом з іншими океанідами, гуляла квітучою долиною, коли Аїд викрав майбутню дружину Персефону.
- Калліроя — океаніда, дружина Хрісаора. Мати велетня Геріона. Як варіант згадується також донька Єхидна[4]

- Калліроя — німфа, дочка річкового бога Ахелоя. Дружина Алкмеона; мати синів Акарнана й Амфотера.

- Калліроя — німфа, дочка річкового бога Скамандра. Дружина Троя (Трос); мати синів Іла, Ассарака, Ганімеда і дочки Клеопатри (малоазійський міф)[5][6].
- Калідонський міф розповідає історію нерозділеного кохання Кореса та Каллірої[7].

Юнак Корес, жрець Діоніса, був дуже закоханий у Каллірою. Але на його залицяння дівчина не звертала увагу. І тоді, Корес попросив допомоги у Діоніса, щоб Калліроя закохалась у нього. Її байдужість була настільки сильною, що надіслані чари спрямувались на мешканців Калідона, які почали божеволіти. Щоб врятувати місто від незрозумілої хвороби, Коресу необхідно було вбити кохану. Коли Каллірою привели до вівтаря і Корес наблизився до неї, щоб принести у жертву, він зрозумів, що ніколи не зможе зашкодити їй. Він сам заколов себе клинком ножа і впав біля її ніг. Калліроя, побачивши смерть Кореса, відчула як сильно його кохає і, з розпачу, вкоротила собі віку біля джерела, яке пізніше було названо її ім'ям.     

### Інше
- Калліроя, Каллірое — супутник Юпітера;
- Калліроя (фр. Callirhoé) — балет французького композитора Сесіль Шамінад.
- Повість про кохання Херея і Каллірої  — роман давньогрецького автора Харитона.
- Калліроя — твір Моріса Санда з власними малюнками.
- Калліроя (Callirhoe) — опера, композитор -  Андре Кардинал Детуш, автор лібрето — П'єр-Шарль Рой, заснована на історії «Опис Еллади», Павсаній.
- Корес і Калліроя (Coresus et Callirhoé) — трагедія, Антуан де Ла-Фосс, 1704.
- Корес і Калліроя (Верховний жрець Корес приносить себе у жертву заради спасіння Каллірої), картина Жан-Оноре Фрагонар, 1765.
- Калліроя (лат. Callirhoe) — кратер на планеті Венера
- Калліроя (лат. Callirhoe) — рослина родини Мальв